# Загрецький Олександр Іванович
Олександр Іванович Загрецький (рос. Александр Иванович Загрецкий; нар. 12 листопада 1911, Москва, Добрі Пчоли, Рязанська губернія, Російська імперія — пом. 13 червня 1990, Москва, РРФСР) — радянський футболіст та тренер, виступав на позиції захисника.

## Кар'єра гравця
Вихованець клубу «Профінтерн» (Москва), в складі якого 1925 року й розпочав футбольну кар'єру. У 1934 році став гравцем московського ЦБЧА, а в 1936 році перейшов до московського «Торпедо». У 1939—1940 роках виступав у московському «Буревіснику», а в 1941 році перейшов до сталінського «Стахановця», однак через початку Німецько-радянської війни сезон не було завершено. По завершенні війни виступав у московському «Торпедо», у складі якого 1946 року й завершив футбольну кар'єру.

## Кар'єра тренера
Тренерську кар'єру розпочав у 1951 році. Тренував клуби БО (Новосибірськ), Команда м. Молотова, «Нафтовик» (Краснодар), «Стахановець» (Лисичанськ), «Текстильник» (Іваново), «Колгоспник» (Полтава), «Хімік» (Сєвєродвінськ), «Шинник» (Могильов), «Шахтар» (Караганда), «Спартак» (Гомель), «Нафтохімік» (Слават), «Сатурн» (Рибінськ), «Терек» (Грозний) та «Автомобіліст» (Красноярськ). Працював на посадах директора «Автомобіліста» (Красноярськ) та скаутом московського «Локомотива».

## Досягнення

### Як гравця
- Чемпіонат СРСР
  -  Бронзовий призер (1): 1945

### Як тренера
- Кубок РРФСР
  -  Володар (1): 1951

### Відзнаки
- Майстер спорту СРСР